# Age of Empires II: HD Edition
Age of Empires II: HD Edition, также известная как Age of Empires II (2013), — компьютерная игра в жанре стратегии реального времени, разработанная студией Hidden Path Entertainment и изданная Microsoft Studios 9 апреля 2013 года. Является HD-переизданием оригинальной игры, Age of Empires II: The Age of Kings. Игра обладает обновлённой графикой, поддержкой широкоформатных экранов и новыми возможностями сетевой игры через Steam.

## Критика
Age of Empires II: HD Edition получила смешанные отзывы критиков. Агрегатор рецензий Metacritic выставил игре оценку 68 из 100 на основе 20 рецензий. Критики сошлись во мнении, что HD Edition очень слабо изменилась относительно оригинальной игры. Дениэл Старки из Destructoid добавил, что нежелание менять функции игры стимулирует «гораздо более агрессивный и навязчивый стиль игры». С другой стороны он подчёркивает решение большинства проблем, связанных с запуском оригинальной игры на современных компьютерах, и называет поддержку Steam Workshop «замечательным бонусом».
Пол Дин из журнала Eurogamer был менее снисходительным. Согласившись с тем, что совместимость с Workshop была хорошим дополнением и похвалив сообщество игроков за «необыкновенное спокойствие и дружелюбие», он заявил, что игра должна быть более обновлённой, указав на «скучные кампании» и устаревшие механики геймплея: «игра просто не очень хорошо играется, её недостатки более явны, чем когда-либо». Подчёркивая критику отсутствия значительных изменений в игре, он описал HD Edition как «заплесневелую капсулу времени, которая имеет большую вероятность омрачить память об оригинале».

## Дополнения

### Age of Empires II HD: The Forgotten
В августе 2013 года было анонсировано дополнение для Age of Empires II HD, названное The Forgotten и основанное на фанатской модификации The Forgotten Empires. The Forgotten добавляло в игру пять новых цивилизаций: итальянцы, индийцы, славяне, венгры и инки. Дополнение включало в себя новые карты, кампании, юниты и игровой режим, а также увеличивало лимит числа юнитов с 200 до 500 и делало ряд правок в баланс и геймплейных улучшений.

### Age of Empires II HD: The African Kingdoms
Второе дополнение было анонсировано 9 апреля 2015 года и вышло 5 ноября того же года. The African Kingdoms добавляет четыре новых цивилизации: берберы, эфиопы, малийцы и португальцы. Дополнение, как и предыдущее, включало в себя новые карты, кампании (за Сундиату, Франсишку, Юдит и Тарика ибн Зияда), юнитов и игровой режим, делало ряд правок в баланс и геймплейных улучшений.

### Age of Empires II HD: Rise of the Rajas
Дополнение Rise of the Rajas было выпущено 19 декабря 2016 года. Его действие разворачивается в юго-восточной Азии, и добавляет четыре цивилизации (бирманцы, малайцы, кхмеры и вьеты), каждой из которой соответствует полностью озвученная кампания (за Байиннауна, Сурьявармана I, Гаджу Маду и Ле Лоя соответственно), а также новые виды окружения карты, юнитов, улучшенный ИИ и многое другое.